# Donji Šepak
Donji Šepak (cyr. Доњи Шепак) – wieś w Bośni i Hercegowinie, w Republice Serbskiej, w mieście Zvornik. W 2013 roku liczyła 379 mieszkańców.